# 新藏公路
新藏公路又稱新藏線（維吾爾語：شىنجاڭ شىزاڭ تاشيولى‎），是 219国道的舊線。公路起点为新疆喀什地区叶城县城(K0)，爬上高3000米的崑崙山，並穿越崑崙山与喀喇崑崙山间4000-5000米的高原进入後藏阿里高原，途經日土县、狮泉河镇和阿克賽欽地區，终点为拉孜县。长2300公里。始建于1955年6月，翻越十个雪山达坂（垭口），最高海拔5433米。

## 沿途地标

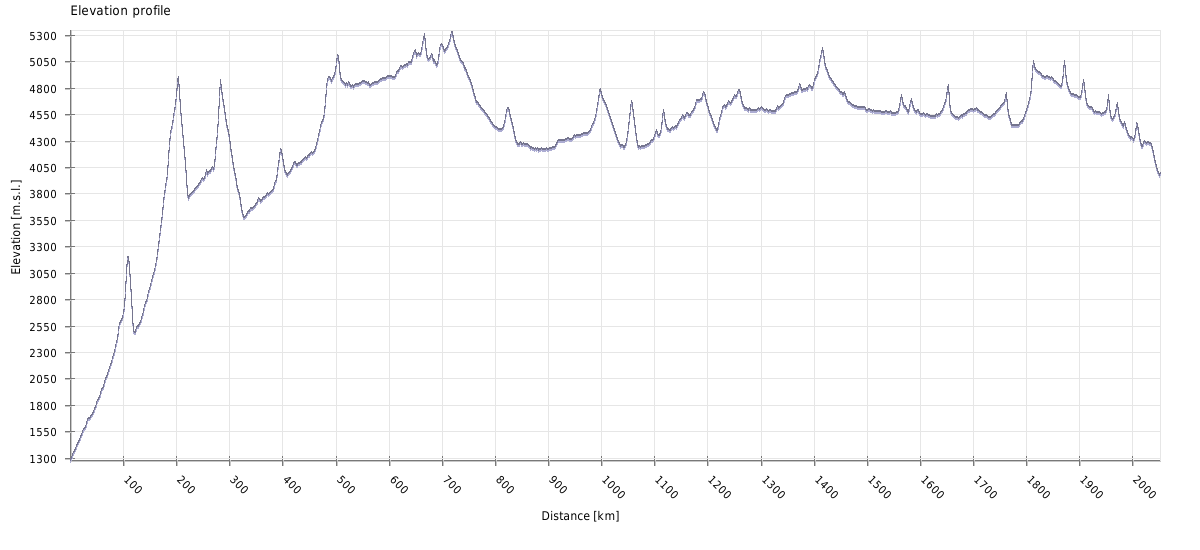
新藏线海拔高度图

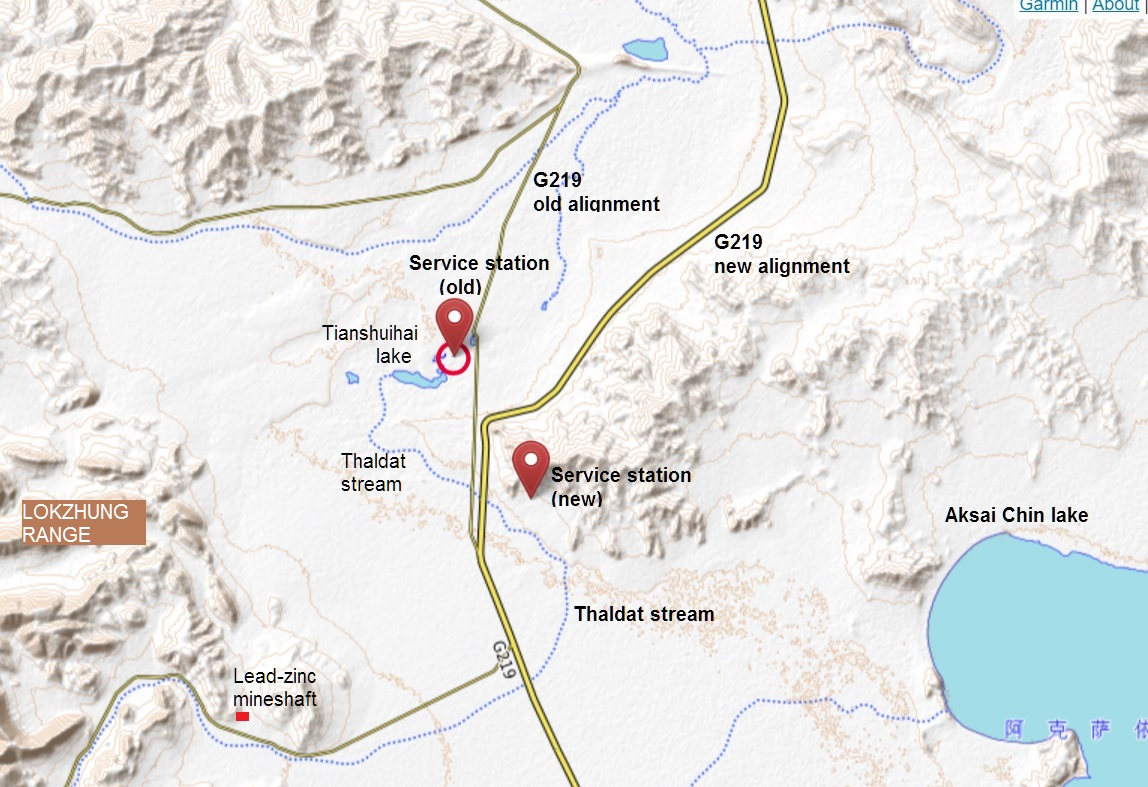
甜水海盆地

- 阿卡孜达坂／库地达坂(K111)：库地山海拔3200米，比高2000米，是从叶城出发进入昆仑山的第一座险山。从上山到山顶再到下山曲迴十多道盘山路。
- 赛力亚克达坂／麻扎达坂(K240)：36°34′44″N 77°00′11″E / 36.579°N 77.003°E麻扎在维语中是“伊斯兰教之圣徒墓地”的意思。体现高山反应无人不晕不吐。不尽的△型山寸草不生，敷满褐色砾石，山口海拔为4969m。麻扎兵站(K254)位于山口以南，前面就是湍急的叶尔羌河。
- 黑卡道班(K288)：
- 柯克阿特达坂／黑卡子达坂(K309)：36°25′52″N 77°34′44″E / 36.431°N 77.579°E翻过此达坂以东就是和田地区皮山县，山口海拔为4909m。
- 赛拉图哨所遗址(K350)：
- 三十里营房(K364)：36°21′07″N 78°01′39″E / 36.35194°N 78.02750°E赛图拉镇，又被稱為新藏公路上的小马尼拉，在葉城跟獅泉河兩地1300公里之間，是最熱鬧的地方。设有三十里营房医疗站。
- 三岔口(K404)：边防公路由此出岔向南通向喀喇昆仑山口下的神仙湾哨卡。
- 康西瓦（英语：Kangxiwar）达坂(K425)：此地有著名的康西瓦烈士陵园。
- 印地他什达坂：36°16′23″N 78°46′50″E / 36.27306°N 78.78056°E翻过此达坂以北就是和田地区和田县朗如乡普夏村，山口海拔为5450m。
- 大红柳滩(K487):35°41′4″N 79°29′36″E / 35.68444°N 79.49333°E红柳镇
- 奇台达坂(K535):35°41′4″N 79°29′36″E / 35.68444°N 79.49333°E，山口海拔为5170m。
- 泉水沟(K543):35°38′58″N 79°30′58″E / 35.64944°N 79.51611°E
- 天岔口(K552)：边防公路由此向西出岔通向天文点哨卡、河尾滩防区。
- 甜水海:35°17′49″N 79°33′40″E / 35.297°N 79.561°E
- 铁隆滩：此地为无人区。
- 新疆西藏界(K662.5):34°52′45″N 79°59′49″E / 34.87917°N 79.99694°E

過K662到達新疆-西藏界，過界后西藏的里程碑變成了K649，里程有14公里誤差。

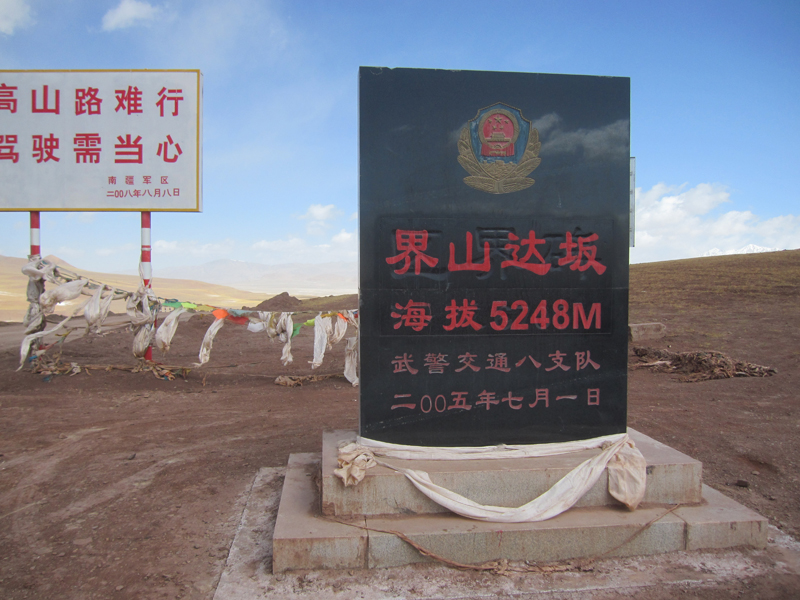
界山达坂

- 阿克塞钦-西藏界(K665):34°47′08″N 80°06′06″E / 34.78556°N 80.10167°E
- 泉水湖垭口(K668):
- 泉水湖检查站(死人沟)(K671):34°44′56″N 80°08′51″E / 34.74889°N 80.14750°E
- 界山达坂(K686)：根据2000年民政部订正的新疆、西藏省界，界山达坂完全位于西藏阿里地区日土县境内。关于此地海拔曾有多种说法，比如6200米或6750米。达坂顶上公路边有块石碑，石碑上在2008年4月或更早时曾用红字写着“区界碑 海拔6700M”[1]，但在2009年6月23日之前某天已改为“界山达坂 海拔5248M”。
- 空岔口(K699)：为通向松木希错、空喀山口边防公路的岔路口，現为西藏省道 S519 （页面存档备份，存于）。
- 松西达坂(K714):山口海拔为5248m。
- 松西村(K728):
- 红土达坂（K739):
- 多瑪乡(K827):
- 班公错:
- 日土县:

## 里程
| 省份             | 地市名   | 县市名             | 里程表 | 备注 |
| ---------------- | -------- | ------------------ | ---- | ---- |
| 新疆维吾尔自治区 | 喀什地区 | 叶城县             | 0    | 起点 |
| 西藏自治区       | 阿里地区 | 日土县             | 994  |      |
| 西藏自治区       | 阿里地区 | 噶尔县（狮泉河镇） | 1111 |      |
| 西藏自治区       | 日喀则市 | 仲巴县             | 1829 |      |
| 西藏自治区       | 日喀则市 | 萨嘎县             | 2035 |      |
| 西藏自治区       | 日喀则市 | 昂仁县             | 2282 |      |
| 西藏自治区       | 日喀则市 | 拉孜县             | 2342 | 终点 |

## 新藏公路二线（東线）
216国道拟计划走新疆民丰县—西藏改则县黑石北湖—西藏改则县( 317国道)。

## 新藏公路二线（西线）
和康公路是一條兴建中的新藏公路，即 580国道
计划将康西瓦与和田市直接连接起来。自和田市出发经过朗如乡、经过墨玉县阿提塔克亚兴建阿提塔克亚隧道穿越阿提塔克亚达坂，在和康公路(K158+418)处拟规划建庞纳子水库(36°33′00″N 79°03′18″E / 36.55000°N 79.05500°E)，在和康公路(K168+610)处兴建庞纳子大桥橫越普夏达里亚河，在印地他什达坂兴建昆仑山隧道穿越印地他什达坂， 580国道最后终点在康西瓦。

## 规划中的新藏公路
新藏公路三线（中线）：拟计划走新疆于田县先拜巴扎镇(315国道)—普鲁村—苏巴什—硫磺达坂—穿越克里雅达坂—界山达坂—西藏日土县松西村( 219国道)。
 695国道：从西藏隆子县出发，经错那、洛扎、岗巴、定结、吉隆、普兰、札达，終點麻扎。